# Trinitarierkirche (Arles)

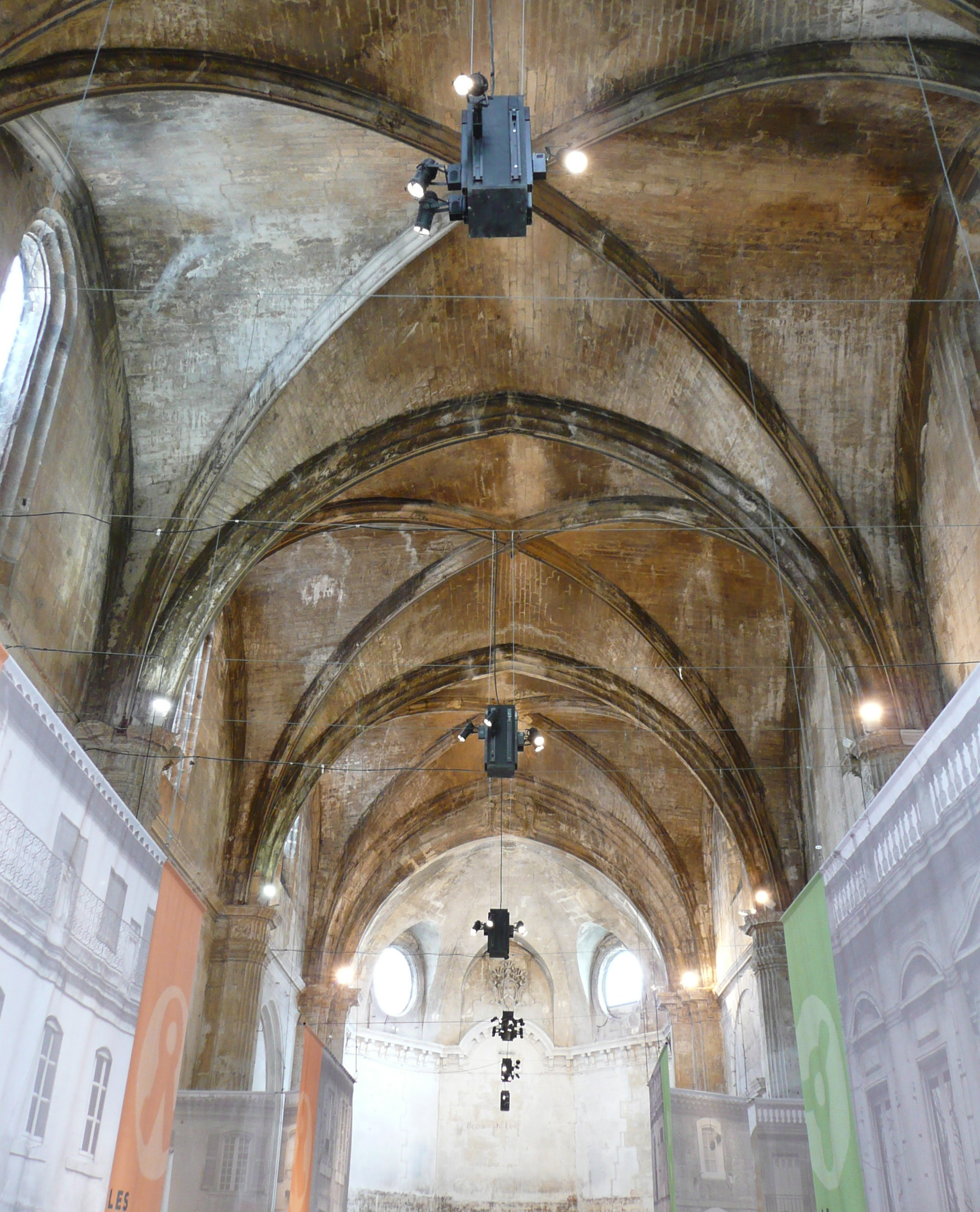
Trinitarierkirche Arles, Blick durch das Langhaus mit gotischem Gewölbe

Die Trinitarierkirche (französisch Église des Trinitaires) ist eine profanierte ehemalige Klosterkirche des Trinitarier-Ordens in Arles im französischen Département Bouches-du-Rhône Die Kirche wurde 1958 als Monument historique eingestuft und wird heute für Ausstellungen genutzt.

## Geschichte
Der Trinitarierorden wurde 1198 von Johannes von Matha und Felix von Valois gegründet. Bereits 1199 konnte Matha in Arles vier Geistliche gewinnen, die die Ordensniederlassung dort gründeten. Die Anerkennung der Gründung erfolgte im Jahr 1203. Unmittelbar im Anschluss begann die Errichtung von Kirche und Kreuzgang. Zum Klostergelände gehörte auch ein Friedhof. Der Konvent musste Verkleinerungen seines Besitzes hinnehmen, als 1253 die Stadtbefestigung erweitert und 1573 das Hospital Saint-Esprit errichtet wurden. 1630 wurden die Klostergebäude weitgend durch Neubauten ersetzt und die umgestaltete Klosterkirche neben der heiligen Dreifaltigkeit auch dem heiligen Rochus geweiht. Im Zuge der französischen Revolution wurde das Kloster aufgehoben und verkauft. 1884 wurde die klassizistische Fassade der früheren Klosterkirche gestaltet.
Erhalten hat sich heute die einschiffige, im Kern spätgotische Klosterkirche mit Kreuzrippengewölben, deren Chorraum nicht der traditionellen Ausrichtung nach Osten folgt, sondern wohl wegen der örtlichen Umstände während des Baus nach Süden orientiert wurde. Im Westen der Kirche hat sich ein Flügel des gotischen Kreuzgangs sowie daran anschließend der frühere Kreuzgangshof erhalten.